# Обиршія (комуна)
Обиршія (рум. Obârșia) — комуна у повіті Олт в Румунії. До складу комуни входять такі села (дані про населення за 2002 рік):
- Кимпу-Перулуй (468 осіб)
- Котень (271 особа)
- Обиршія (868 осіб)
- Обиршія-Ноуе (1432 особи)
- Табону (186 осіб)

Комуна розташована на відстані 153 км на південний захід від Бухареста, 60 км на південь від Слатіни, 63 км на південний схід від Крайови.

## Населення
За даними перепису населення 2002 року у комуні проживали 3225 осіб.
Національний склад населення комуни:
| Національність | Кількість осіб | Відсоток |
| -------------- | -------------- | -------- |
| румуни         | 3115           | 96,6%    |
| цигани         | 108            | 3,3%     |
| угорці         | 2              | 0,1%     |

Рідною мовою назвали:
| Мова      | Кількість осіб | Відсоток |
| --------- | -------------- | -------- |
| румунська | 3223           | 99,9%    |
| угорська  | 2              | 0,1%     |

Склад населення комуни за віросповіданням:
| Релігія        | Кількість осіб | Відсоток |
| -------------- | -------------- | -------- |
| православні    | 3219           | 99,8%    |
| римо-католики  | 2              | 0,1%     |
| греко-католики | 1              | < 0,1%   |